# Xã Grove, Quận Worth, Iowa
Xã Grove (tiếng Anh: Grove Township) là một xã thuộc quận Worth, tiểu bang Iowa, Hoa Kỳ. Năm 2010, dân số của xã này là 2.200 người.